# Adoretus andrewesi
Adoretus andrewesi är en skalbaggsart som beskrevs av Ohaus 1914. Adoretus andrewesi ingår i släktet Adoretus och familjen Rutelidae. Inga underarter finns listade i Catalogue of Life.